# Краков (дистрикт)

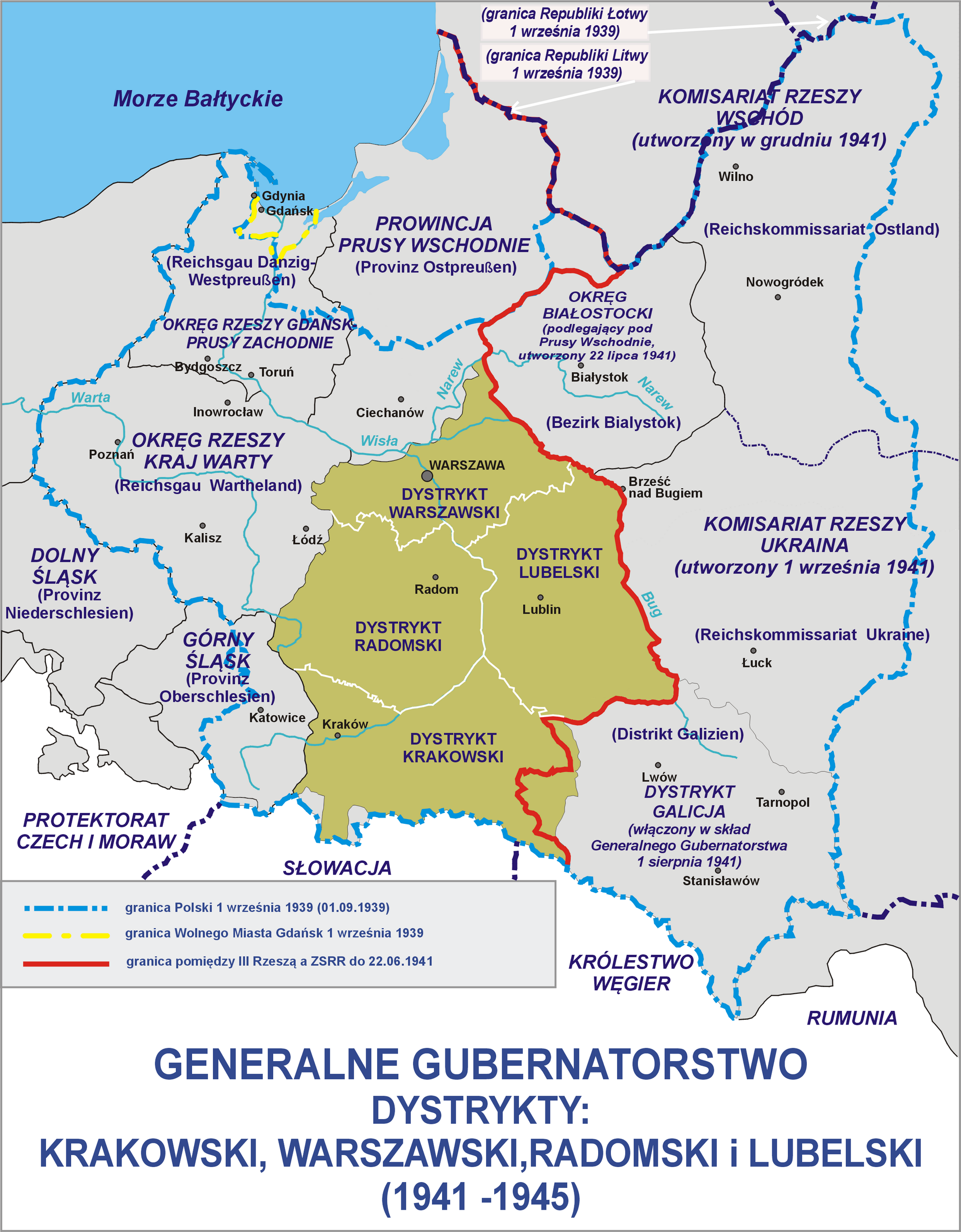
Дистрикты краковский, варшавский, радомский и любельский 1941 −1945

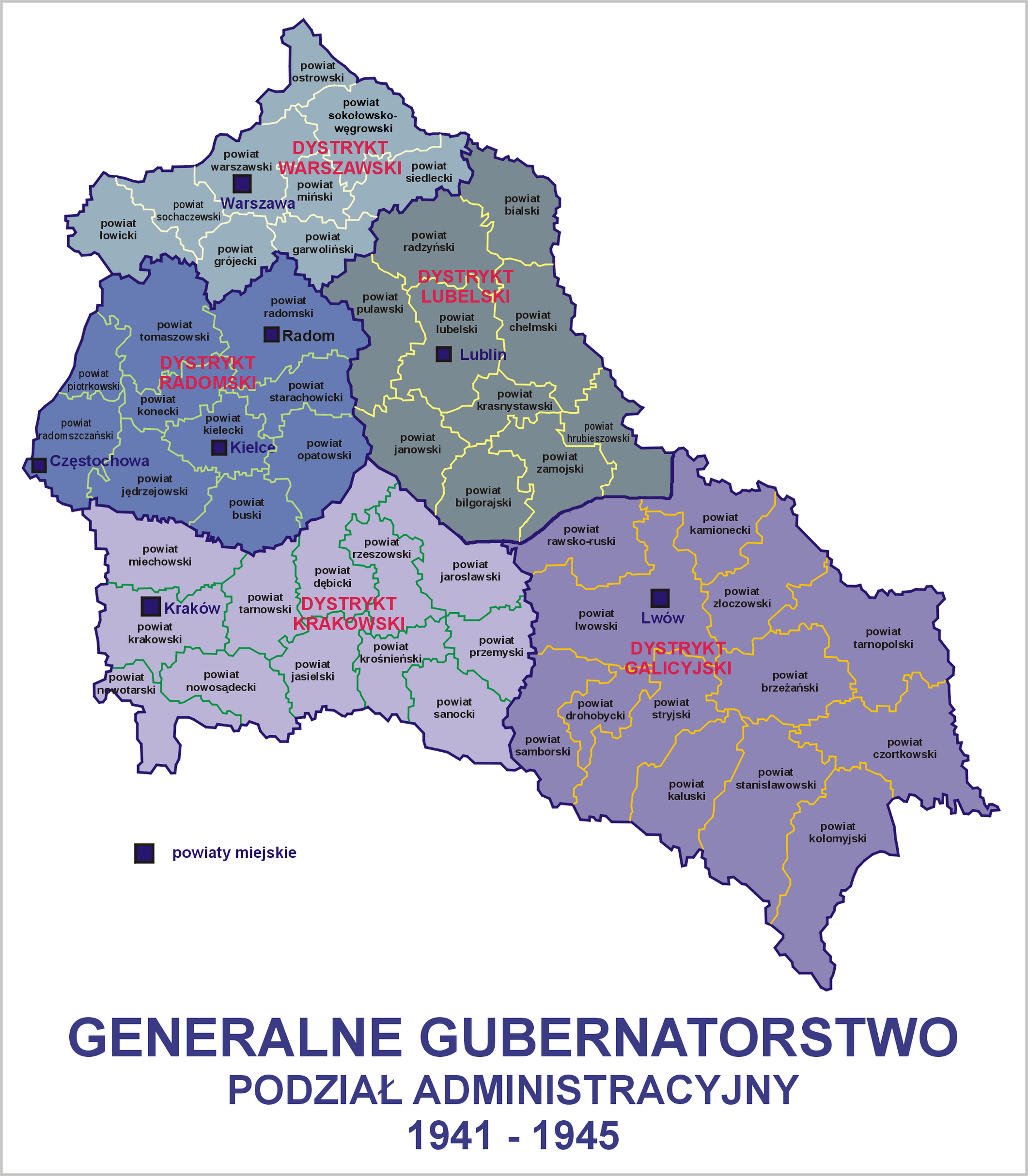
Дистрикты в составе Генерал-губернаторства

Ди́стрикт Краков (нем. Distrikt Krakau, пол. Dystrykt krakowski) — административно-территориальная единица Генерал-губернаторства Третьего рейха на территории оккупированной в 1939 году нацистской Германией Польши.

Парад добровольцев CC-добровольческой стрелковой дивизии «Галиция» (Дивизия СС «Галичина») в Саноке. Май 1943 г.

Создан 26 октября 1939 по приказу Гитлера со столицей в оккупированном Кракове — исторической резиденции польских королей и существовал до 18 января 1945 года. Численность населения дистрикта в 1943 году составляла около 4 млн человек.
Нацистский гауляйтер Ганс Франк стал генерал-губернатором всей территории Генерал-губернаторства (Generalgouvernement), резиденция которого размещалась на краковском Вавеле.
Администрация дистрикта (Der Gouverneur des Distrikts Krakau) располагалась на Главной площади Кракова во дворце Потоцких.

## Губернаторы
- Первым губернатором дистрикта Кракова был бригадефюрер СС Отто Вехтер (с 26 октября 1939 до 22 января 1942). За ним последовали:
- Рихард Вендлер, бригадефюрер СС (с 31 января 1942 по 26 мая 1942)
- Людвиг Лозакер (вице-губернатор), штурмбаннфюрер СС, (с 24 февраля 1943 по 10 октября 1943). С конца мая 1943 — исполняющий обязанности губернатора дистрикта Краков.
- Курт фон Бургсдорф, бригадефюрер СС (с 23 ноября 1943 по 18 января 1945)

## Административное деление
В административном отношении дистрикт Краков делился на следующие единицы:
- Штадтгауптманшафт Краков (Krakau)
- Крайсгауптманшафт Дембица, включая Тарнобжег и Мелец
- Крайсгауптманшафт Ясло
- Крайсгауптманшафт Ярослав
- Крайсгауптманшафт Краковский повят (Krakau-Land)
- Крайсгауптманшафт Кросно
- Крайсгауптманшафт Мехув
- Крайсгауптманшафт Новы-Сонч (Neu-Sandez)
- Крайсгауптманшафт Новы-Тарг (Neumarkt)
- Крайсгауптманшафт Пшемысль
- Крайсгауптманшафт Жешув (Reichshof)
- Крайсгауптманшафт Санок
- Крайсгауптманшафт Тарнув

Через два месяця после вторжения в Польшу, новый начальник гестапо Кракова оберштурмбанфюрер СС Бруно Мюллер приказал провести специальную акцию «Sonderaktion Krakau», закрытие всех университетов и вузов города и арест ведущих ученых и профессоров Кракова.
Начиная с 20 марта 1941, в числе первых ста еврейских гетто в оккупированной немцами Польше, было создано Краковское гетто.